# مصیطبه

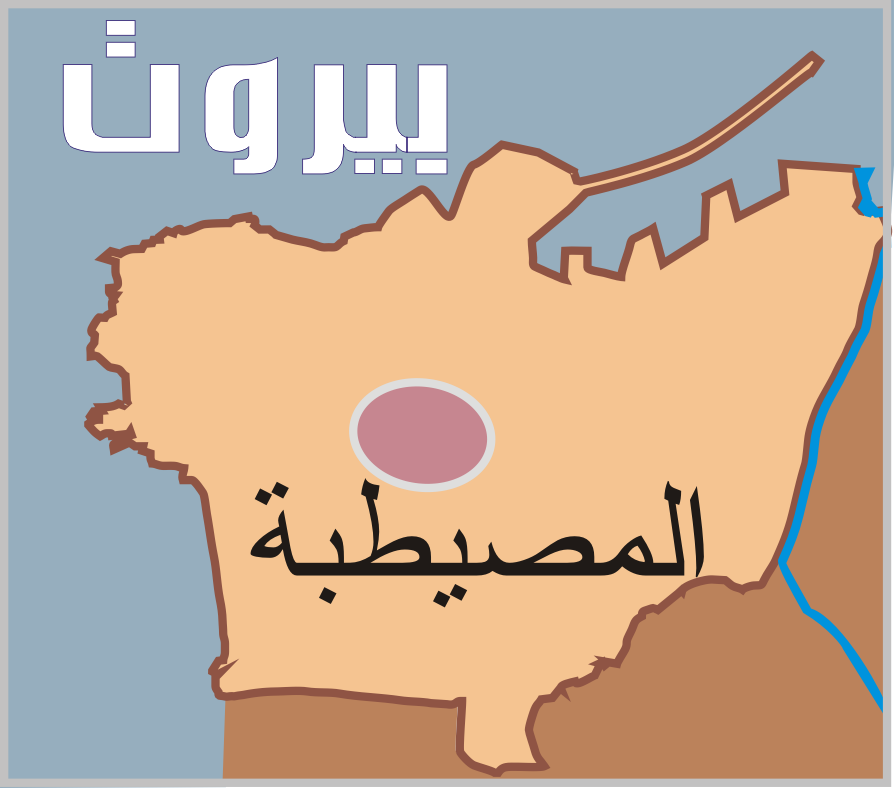
نفشهٔ حدود مصیطبه

مُصَیطَبَه (به عربی: المصيطبة) از منطقه‌های پایتخت لبنان، بیروت است. زمانی که «البریّة» نامیده می‌شود، امتداد صخره‌ای بود. در آغاز سده ۱۳م، منطقه‌ای صخره‌ای بلند از سطح کهن‌شهر و دور از مرزهای آبی آن بود. در ۱۲۹۱م، سنجر شجاعی، فرمانده مملوکی، آن را به پایگاهی نظامی برا حمله به صلیبی‌ها در قبرس، دگرگون ساخت. با گذشت روزگاران، خانه‌های امیران مملوک و هم‌یاران آنان از فرماندهان ارتش، صاحب‌منصبان و اشراف و برجستگان بومی در مصیطبه بسیار شد. اکنون از پرتراکم‌ترین منطقه‌های مسکونی در بیروت است.